# Estnische Squash-Meisterschaften
Die Estnischen Squash-Meisterschaften sind ein Wettbewerb zur Ermittlung des nationalen Meistertitels im Squash in Estland. Ausrichter ist die Eesti Squashiföderatsioon.
Sie werden seit 1994 bei den Herren und Damen jährlich ausgetragen. Rekordhalter sind Paul Piik bei den Herren mit elf Titeln sowie Aliis Allas bei den Damen mit acht Titeln.

## Estnische Meister
Die Nummern in Klammern hinter den Namen geben die Anzahl der gewonnenen Meisterschaften wieder. Folgende Spieler konnten die Meisterschaft gewinnen:
| Jahr | Herren              | Damen             |
| ---- | ------------------- | ----------------- |
| 1994 | Rauno Tiesel        | Terje Pällo       |
| 1995 | Rauno Tiesel (2)    | Terje Pällo (2)   |
| 1996 | Philip Verzun       | nicht ausgetragen |
| 1997 | Philip Verzun (2)   | nicht ausgetragen |
| 1998 | Philip Verzun (3)   | Triinu Tombak     |
| 1999 | Philip Verzun (4)   | Mailis Wakeham    |
| 2000 | Philip Verzun (5)   | Kati Kraaving     |
| 2001 | Paavo Piik          | Anne Janson       |
| 2002 | Philip Verzun (6)   | Kati Kraaving (2) |
| 2003 | Philip Verzun (7)   | Kati Kraaving (3) |
| 2004 | Paavo Piik (2)      | Kati Kraaving (4) |
| 2005 | Paul Piik           | Anne Janson (2)   |
| 2006 | Paul Piik (2)       | Diana Legušs      |
| 2007 | Paul Piik (3)       | Diana Legušs (2)  |
| 2008 | Paul Piik (4)       | Diana Legušs (3)  |
| 2009 | Paul Piik (5)       | Aliis Allas       |
| 2010 | Paul Piik (6)       | Diana Legušs (4)  |
| 2011 | Paul Piik (7)       | Reele Komi        |
| 2012 | Paul Piik (8)       | Reele Komi (2)    |
| 2013 | Jaanus Pettai       | Reele Komi (3)    |
| 2014 | Kristjan Pettai     | Reele Komi (4)    |
| 2015 | Jaanus Pettai (2)   | Aliis Allas (2)   |
| 2016 | Jaanus Pettai (3)   | Aliis Allas (3)   |
| 2017 | Paul Piik (9)       | Kirsika Kikkas    |
| 2018 | Paul Piik (10)      | Aliis Allas (4)   |
| 2019 | Paavo Piik (3)      | Aliis Allas (5)   |
| 2020 | Kristjan Pettai (2) | Aliis Allas (6)   |
| 2021 | Kristjan Pettai (3) | Eveli Mälk        |
| 2022 | Kristjan Pettai (4) | Eveli Mälk (2)    |
| 2023 | Kristjan Pettai (5) | Eveli Mälk (3)    |
| 2024 | Kristjan Pettai (6) | Aliis Allas (7)   |
| 2025 | Paul Piik (11)      | Aliis Allas (8)   |